# 奧韋爾灣

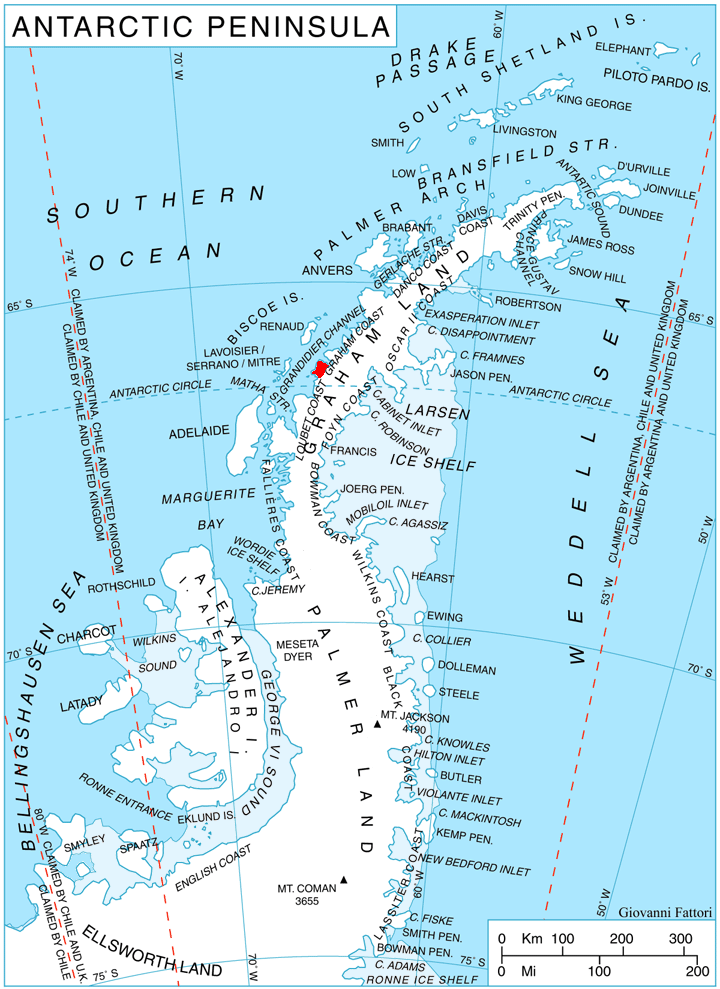

奧韋爾灣（英語：Auvert Bay）是南極洲的海灣，位於葛拉漢地，長5公里、寬13公里，處於埃文森角和貝盧角之間，在1908至1910年期間由法國探險隊發現，現時由南極條約體系管理。
66°14′S 65°45′W / 66.233°S 65.750°W